# 27 brumaire
27 vendémiaire 27 frimaire
Le septidi 27 brumaire, officiellement dénommé jour du macjonc, est le 57e jour de l'année du calendrier républicain.
C'était généralement le 17e jour du mois de novembre dans le calendrier grégorien.